# NESARA
Акт Національної Економічної Стабілізації і Відновлення (англ. The National Economic Stabilization and Recovery Act) — запропонований доктором філософії Харві Бернардом (Dr. Harvey Barnard, PhD).

## I. Опис пропозиції
Ця пропозиція передусім зосередиться на забезпеченні фінансової реформи проектом NESARA

### a. Базовий розмір податку
Усі незвільнені від податків роздрібні угоди, що виконуються в межах юрисдикції Сполучених Штатів.

### b. Пільги, знижки, кредити і винятки
i. Речі першої необхідності виключаються з податку споживання. Речі першої необхідності визначаються, як бакалійні магазини, орендні плати, оренда, страхування, і медичні обслуговування.
ii. Добродійність звільняється від податку, якщо їх покупки для некомерційного, неконкурентного використання.
iii. Початкові випуски акцій і зобов'язань звільняються від податків.
iv. Державні закупівлі звільняються від податків.
v. Державні служби, як наприклад ліцензії, паспорти, тощо, звільняються від податків.
vi. Розпродаж домашньої випічки, гаражний розпродаж і інші маленькі ризиковані підприємства, поки їх комерційна діяльність низька, також звільняються від податків.

### c. Податкові ставки
i. Норма податку національного споживання з річного доходу 14 %
ii. Норма податку на безпечне споживання із вторинних продаж 1,4 % (10 % норми податку національного споживання)
iii. Податок на доходи спонсорів азартних ігор : 8 % (починаючи з надання ліцензії на азартну гру, уряд вважається партнером, тому гравці не оподатковуються, а тільки доходи спонсора азартної гри)
iv. Соціальне страхування і податки на прибуток медичної допомоги фактично залишаються, поки Конгрес не вирішить інакше.

### d. Розподіл податкового тягаря
i. Державні витрати визначають рівень податкового тягаря. За цією системою, бідні люди витрачають більшість своїх грошей, а по суті оплачують мало, тоді як будь-який податок на багачів, які купують більше автомобілів і їжі, оплачують безліч податку.

### e. Трактування благодійності
i. Втрата податку на прибуток від неоподаткованих пільг, проте частину з цієї втрати уряд повертає, випускаючи кредитні сертифікати для донорів компетентних неприбуткових організацій, які дорівнюють 10 % від суми понад $250. Ці кредитні сертифікати використовуються, щоб оплатити зобов'язання по податку споживання і можуть передаватися на вільний ринок.
ii. Бізнес-структурам не доведеться змінювати податок споживання для покупок зареєстрованою некомерційною організацією, якщо купівля відбувається для некомерційного використання, або неконкурентного комерційного використання.

### f. Трактування домашньої власності
i. Купівля будинку вважається компетентною роздрібною подією, придатною для національного податку споживання.
ii. Використані будинки мають оподатковану основу тільки в різниці між оригінальною покупною ціною і новою продажною ціною. Тоді як нові будинки оподатковуються за повною покупною ціною під час продажу.
iii. Складний відсоток на забезпечених позиках відміняється. Дозволяється тільки простий відсоток, як комісійний збір.
iv. Принципи вимагають, щоб спочатку була оплата перед тим, як банки заберуть комісійний збір.
v. Ці зміни зворотні на усіх забезпечених позиках.

### g. Методи стягнення
i. Проведення незвільненої від податку роздрібної угоди робиться агентом для збору комерційного податку належного для цієї угоди.
ii. Податок з обороту повинен оплачуватися в найближчому регіональному банку протягом 10-ти днів наступного місяця після укладання угоди.

### h. Підхід до бізнес-структур
i. Бізнес-структури трактуються, як агенти національного комерційного податку споживання. Вони збирають податок з обороту на оподаткованих товарах і послугах і переказують їх оплату до терміну погашення.
ii. Бізнес-структури здатні придбати нові забезпечені позики без властивої нестійкості складних відсотків для вирівнювання позики, оскільки уся забезпечена оплата позики завжди виводиться до нуля, відколи принципи NESARA — спочатку оплата. Це створює менше банкрутств через дефолти і збільшує здатність бізнес-структур розширювати і створювати робочі місця.
iii. Усунення податку на прибуток ефектно скоротить вартість товарів і послуг, забезпечені власними вкладеними витратами на податок (чи будь-якою іншою податковою системою, яка додає податок впродовж процесу створення товарів або послуг). Ці приховані вкладені податки знижують вартість аж до 30 %. На довершення, грошова реформа NESARA має резерви на покриття витрат, ось чому ми вважаємо, що 14 % — це нейтральна ставка помірного доходу.

## II. Дія пропозиції відносно поточної системи
Порівняно з поточною системою і іншими пропозиціями, NESARA є найпростішою, справедливішою і бере до уваги моральну необхідність передбачити необачні звільнення від оподаткування предметів першої необхідності.

### a. Простота
Загальний 14 % податок на товари, які не є товарами першої необхідності — простий, особливо при порівнянні зі вісьмома томами поточного коду податку на прибуток, які спантеличують. Загальний національний податок споживання легко контролювати, як єдиний відсоток. Усе інші пільги і виключення, спеціально забезпечені NESARA і зв'язуються з цим числом, роблячи коригування легким і зрозумілим.
i. Прозорість: істинна вартість уряду відображається в простому, прямому, національному податку з продажів/ споживання.
ii. Стабільність: грошова реформа по плану NESARA включає стабільність нашої грошової системи, як її головний пріоритет. Загальний національний податок споживання — стабільна, легко керована система, якщо включаються прості пільги. Кінець кінцем, проте, це — думка автора, що істинна стабільність може тільки прийти також з реформацією нашої грошової системи. Перевірте грошові умови реформи NESARA тут: http://nesara.org/bill/part1b 01.htm

### b. Чесність
NESARA затьмарюється прибутками індивідуумів. Якщо товар або послуга не потрібні для проживання в Сполучених Штатах, то цей товар або послуга мають бути оподаткованими. Багач, який оплачує більш ніж потрібно, купує більше товарів і послуг, в яких нема необхідності для проживання.
NESARA забезпечує Конгресу свободу, щоб видавати закони, які звільняють від податків і які ні. Також довільна, настирна, експансивна, і дорога національна програма знижок уникає в цілому простого, прямого звільнення від оподаткування предметів першої необхідності.

### c. Економічне Зростання і Конкурентоспроможність
Грошова реформа по плану NESARA повертає вигоду економіці, яка має великі розміри. Оцінено, що був би анульований $1 трильйон державного боргу і були б доступні приблизно $500 більйонів банківських резервів .
Національний податок споживання також однаково оподаткував би імпорт, проте з прихованим податком на прибуток, виключно від покупок (вичислено, що буде вище на 30 % поточних цін), внутрішні ціни впадуть і згодом будуть конкурентноздатнішими проти імпортованих товарів і послуг. NESARA проектує скромний 2,5 % ріст продуктивності за рік, який прирівнюється до подвоєння рівня життя в межах 20-річного періоду. Вважають, що іншим націям довелося б прийняти подібну фінансову і грошову систему тільки тому, щоб не відставати від Сполучених Штатів.

### d. Контроль адміністративних витрат
i. Для усіх незвільнених від оподаткування комерційних угод обов'язковий контроль.
ii. Ухилення від сплати податку більш жорстко вимагатиме, щоб не більш ніж одна партія вислизнула від уплати податку з обороту.
iii. Якщо національна податкова служба вважає, що податок не був заплачений по незвільненій від оподаткування комерційній угоді в межах юрисдикції Сполучених Штатів, то названі сторони гарантують покрити нестачу і їм доведеться отримати розписку, що податок був заплачений, або представити книги і записи з приводу угоди.
iv. Дослідження тривалої фальсифікації стає просто темою податкового агента, який здійснює покупку і перевіряючого, що податок був заплачений.
v. Адміністративні витрати на асигнування NESARA відносно маленькі. Фактично, податкова служба може переконатися, що для неї не багато роботи, і отже менший бюджет.
vi. Дорога програма урядових знижок повністю уникає прямих пільг на товари першої необхідності.

## III. Перехідний період, компроміси і спеціальні проблеми
Вважається, що витрати перехідного періоду, як фінансове так і грошове забезпечення пропозиції NESARA — тільки вартість друку нового фірмового бланка, нової валюти (грошове забезпечення реформи), і усунення поточного персоналу податкової служби США.

### a. Дія перехідного періоду
Дія перетворення фінансової системи Сполучених Штатів в систему, запропоновану NESARA, бачиться як драматичне зростання податкової дисципліни, конкурентноздатному низхідному тиску на ціни в порівнянні з імпортом, і зростання вартості використаних будинків, яка допоможе покінчити з деградацією міст. Вигоди занадто численні, щоб скласти повністю їх список.

### b. Компроміси
a. Людям не доведеться більше заповнювати форми, які звільняють їх від податкових зобов'язань.
b. Уряду не доведеться вести щорічні рахунки прибутку людей (переймаючи на себе звичайне соціальне страхування і не посилатися на цю пропозицію при оподаткуванні прибутку медичної допомоги).
c. Національна програма знижок зникає, і зникають більшість державних витрат.

### d. Спеціальні проблеми
Забезпеченість грошової реформи планом NESARA передбачає позитивні зміни для нашої поточної грошової системи, вигоди від яких численні в термінах процвітання економіки Сполучених Штатів. Оскільки істинна податкова реформа марна без реформування грошової системи, то можна зробити висновок, що радники Президента по податковій реформи відвідають http://nesara.org/bill/ [Архівовано 7 лютого 2014 у Wayback Machine.], щоб з'ясувати більше.
Ефект від змін став би швидко очевидним. Податки привели б до зростання цін щонайменше на 14 %, але в той же час, бізнес-структурам більше не доведеться збирати податки на прибуток від своїх працівників і отже вони передадуть заощадження своїм працівникам, які отримають більшу зарплату. Ціни на товари і послуги, які не підлягають оподаткуванню тимчасово підвищаться. Через якийсь час, оскільки зниження вартості усвідомлені, ціни легко повертаються вниз і стабілізуються. Ціни на основні товари першої необхідності зупиняться те ж, або здешевляться. Рівень життя бідних робочих зросте майже негайно оскільки в результаті на них значною мірою не впливає новий національний податок споживання, але вони звільняються від урядового настирного податку на прибуток.
Нові домашні продажі злетять після того, як білль стане законом. Як тільки білль стає законом, негайно більш привабливою стане вартість домашніх продаж.
Вирівнювання нових позик NESARA має зворотну силу (резерви NESARA гарантують чесність, коли складний відсоток виключається із безпечних позик). Деякі домовласники, які платять за будинок протягом 17-20-ти років, згідно з вирівнюваннями NESARA, які мають зворотну силу, можливо, переконаються, що вони повністю сплатили за їх будинок, або майже сплатили. Негайно збільшиться представлене на їх власний розсуд зростання.
Банки переконаються, що вони отримують свій резервний метал швидше, оскільки забезпечені позики конвертуються вирівнюваннями забезпечених позик NESARA . Вони раптово будуть мати більше грошей для позики. По деяким оцінкам це кількість в $500 більйонів в національному масштабі. Ця нова купа готівки може потім стати доступною для суспільства, для нових позик, або нових урядових проектів, якщо виборці вирішать заплатити за них. Якщо деякі зміни стають дефляційними, то уряду ймовірно доведеться витрачати гроші, щоб тримати дефляційні тиски нижче — далі збільшуючи національну продуктивність, якщо збільшуються витрати.
Коротко кажучи, NESARA — безпрограшне рішення для поточних грошових і фінансових проблем країни, і ми запрошуємо представників від уряду серйозно розглянути пропозицію NESARA на https://web.archive.org/web/20150121021947/http://nesara.org/ і не соромитися ставити питання про це на https://web.archive.org/web/20070831025524/http://www.thewordfiles.com/nesara/index.php
Є багато перехідних змін, які мають місце, і про які ми не сказали в цій пропозиції, проте ми спробували зосередитися на фінансовій стороні реформи Акту Національної Економічної Стабілізації і Відновлення відповідно до директив пропозиції.

## IV. Підсумок
Ми вважаємо, що NESARA — найкраща пропозиція, щоб представити чесні, справедливі і нейтральні доходи і ми не зможемо зробити свою роботу, якщо ми не дозволимо консультативній групі по податковій реформі при Президенті узнати про це. Ми сподіваємося, що хто-небудь з цієї групи серйозно розгляне цю пропозицію. Перевірте запропонований білль і його детальне сумарне пояснення на http://nesara.org/bill/index.htm [Архівовано 6 листопада 2014 у Wayback Machine.]. 